# Бої за Довжанський (2014)
Бої за Довжанський влітку 2014 року — бої між українською армією з однієї сторони, і терористичними угрупованнями «ЛНР», російських донських козаків та підрозділами російської армії з іншої, в ході війни на сході України за розташований в с. Довжанському пункт пропуску державного кордону «Довжанський».

## Передісторія
Контроль над пунктом пропуску «Довжанський» з червня належав частинам російських козаків та бойовикам ЛНР.
12 червня через пункт пропуску Росія вперше передала проросійським збройним угрупованням важку бронетехніку — колону танків Т-64.

## Хід боїв

### Повернення контролю над пунктом пропуску
В результаті боїв 17 червня — 1 липня українські військові змогли повернути контроль Україні над пунктом пропуску «Довжанський».
10 липня 2014-го на дорозі «Довжанський-Бірюкове» БМП 24-ї бригади підірвалась на фугасному заряді великої потужності. Внаслідок вибуху загинув майор Шірпал Леонід Вікторович, сержант Леськів Андрій Ігорович та старший солдат Проць Сергій Володимирович. За інформацією Дмитра Тимчука та щоденному звіту АТО, від вибуху загинуло 4 військовослужбовців.

### Відступ
Внаслідок серії артилерійських ударів з російської території, було виведено з ладу або нейтралізовано опорні пункти українських військ, що забезпечували безпеку наземного шляху сполучення. Українські з'єднання опинилися відрізаними від основних сил і мали розпочати відступ.
22 липня 2014-го уночі при виконанні бойового завдання внаслідок мінометного обстрілу загинули старші солдати 24-ї механізованої бригади Васькало Роман Вікторович та Савченко Олександр Юрійович. Четверо українських військовиків знаходилися в бліндажі тиждень, заблоковані противником, підмоги не було змоги надіслати. Буквально наступного дня, 23 липня, російський військовослужбовець виклав фото самохідних мінометів 2С9 «Нона», окопаних на позиціях навпроти Довжанського.
27 липня від обстрілів «Градами» загинули прикордонники Володимир Блажко, Павло Дмитренко, Олександр Дзюбелюк, Віктор Соколовський.
1 серпня 2014 року українські військові залишили позиції біля КПП «Довжанський». Під час відходу українських формувань відзначився Бувалкін Владислав Віталійович — старший матрос Державної прикордонної служби України, котрий, ризикуючи власним життям, повернувся, аби забрати Прапор України і не полишити його на плюндрування.
8 серпня 2014 року контроль над КПП «Довжанський» перейшов до донських козаків.[неавторитетне джерело]

## Список загиблих
| п/п | Прізвище, ім'я, по-батькові    | Звання            | Формування         | Дата загибелі |
| --- | ------------------------------ | ----------------- | ------------------ | ------------- |
| 1.  | Шірпал Леонід Вікторович       | майор             | Прикордонна служба | 10 липня 2014 |
| 2.  | Леськів Андрій Ігорович        | сержант           | 24 ОМБр            | 10 липня 2014 |
| 3.  | Проць Сергій Володимирович     | старший солдат    | 24 ОМБр            | 10 липня 2014 |
| 4.  | Трохимук Юрій Васильович       | молодший сержант  | 51 ОМБр            | 14 липня 2014 |
| 5.  | Савченко Олександр Юрійович    | старший солдат    | 24 ОМБр            | 22 липня 2014 |
| 6.  | Васькало Роман Вікторович      | старший солдат    | 24 ОМБр            | 22 липня 2014 |
| 7.  | Блажко Володимир Олексійович   | прапорщик         | Прикордонна служба | 27 липня 2014 |
| 8   | Дзюбелюк Олександр Миколайович | старший лейтенант | Прикордонна служба | 27 липня 2014 |
| 9   | Дмитренко Павло Петрович       | старший солдат    | Прикордонна служба | 27 липня 2014 |
| 10  | Соколовський Віктор Іванович   | старший сержант   | Прикордонна служба | 27 липня 2014 |
| 11  | Кислицький Олег Володимирович  | сержант           | Прикордонна служба | 6 серпня 2014 |